# 利齐·迈奎尔相关唱片
利齐·迈奎尔是電視劇《新成長的煩惱》的原聲唱片。這唱片除了包括有電視劇內曾使用過的背景音樂以外，亦包括有曾給電視劇提供意念的其他歌曲。唱片亦包括了電視劇的主題曲，由扮演Lizzie的女主角希拉里·达夫主唱。

## 印刷错误
封面寫著《Girl in the Band》並未在電影中出現，但是它出現了。當丽兹的父母和Mrs. Ungermyer正匆忙进入Ethan的旅馆房间时，Ethan正在用便携式CD机听着"Girl in the Band"。封面还说Vitamin C的《Volare》 并未在电影中，但它是出现了，在Pablo和丽兹在摩托车上的一幕中。

## 參看
- 新成长的烦恼
- 平民天后
- 希拉里·达夫

## 外部連結
- 唱片官方站點 （页面存档备份，存于）